# 3.Ypres
 Der er for få eller ingen kildehenvisninger i denne artikel, hvilket er et problem. Du kan hjælpe ved at angive troværdige kilder til de påstande, som fremføres i artiklen.

3. Ypres – Det tredje slag ved Ypres eller Slaget ved Passchendaele – varede fra den 31. juli til den 10. november 1917 under første verdenskrig. Passchendaele var en lille landsby ca. 10 km fra frontlinjen i Belgien. Slaget viste sig at blive en ren massakre på både allieret og tysk side.

## Slagets faser
Dette store slag kan inddeles i følgende faser:
- Slaget om Pilkem åsen. 31. juli – 2. august.
- Slaget om Langemark. 16. august – 18. august.
- Slaget om Menin vejen. 20. september – 25. september.
- Slaget om Polygon skoven. 26. september – 3. oktober.
- Slaget om Broodseinde. 4. oktober.
- Slaget om Poelkapelle. 9. oktober.
- Slaget om Passendale I. 12.oktober.
- Slaget om Passendale II.26.oktober – 10. november.

### Slaget ved Messines 7. juni – 14. juni 1917
Slaget ved Messines var teknisk set ikke en del af 3. Ypres, men det var en forudsætning for, at hovedslaget kunne gå i gang. Hvis de allierede ikke fik indtaget de tyske stillinger på højdedragene ved Messines, ville tyskerne herfra have frit udsyn over de engelske styrker og dermed gøre det umuligt at udføre operationen.
Forberedelserne til dette slag indledtes allerede i maj 1915, hvor de allierede begyndte at grave sig ind under de tyske stillinger for at placere 19 sprængladninger under dem. Det lykkedes at placere i alt over 450.000 kg sprængstof fordelt på de 19 mineskakter fra høj 60 i nord til Ploegsteert (Plowstreet) i syd, og 2.250 kanoner var kørt i stilling for at støtte angrebet.
Sprængstoffet blev sprængt den 7. juni kl. 03:10, samtidig med at samtlige kanoner begyndte at beskyde deres mål. Lyden fra dette kunne høres i London.
Angrebsstyrken indtog samtlige mål uden at lide nævneværdige tab, og operationen betragtes som en af de mest succesfulde allierede operationer på vestfronten.
En stor del af denne succes kan tilskrives general Plumer, chef for 2. britiske arme, da hans planlægning var hjørnestenen i denne operation.

### Slaget om Pilkem åsen. 31. juli – 2. august
Dette angreb blev støttet massivt af kampvogne, men da det begyndte at regne kraftigt den første eftermiddag, blev terrænet forvandlet til et morads, som gjorde kampvognsoperationer umulige, og bl.a. derfor gik angrebet i stå uden at nå sine mål.
General Gough, som havde kommandoen, ville have stoppet angrebet, idet det var blevet klart, at det ikke ville lykkes, men Haigh insisterede på at fortsætte. Kampene her blev først endeligt lukket ned den 26. august efter store tab og næsten intet terræn vundet.

### Slaget om Langemark. 16. august – 18. august
Tekst mangler, hjælp os med at skrive teksten

### Slaget om Menin vejen. 20. september – 25. september
General Plumers 2. arme havde nu taget over fra Goghs 5. arme, da 5. arme og Gogh ikke havde imponeret i slagene om Pilkem og Langemark. Det gav dog en stor forsinkelse, da det var en kæmpe opgave at flytte så store troppestyrker rundt.
Det gav ligeledes tyskerne tid til at forbedre deres forsvar, og ethvert overraskelsesmoment var nu tabt.
Plumer brugte ventetiden til at indøve angrebet bag egne linjer i fuld skala, så hans tropper ville være velforberedte på deres opgaver, og de dermed ikke vil gå i stå, når (hvis) kommunikationen brød sammen under kampene.
Plumer brugte også en ny taktik kaldet "bid fast og hold fast". Den gik kort ud på, at et angreb ikke rykkede mere end 1.500 m frem, og at bredden på angrebet var under 2.000 m, så tropperne hele tiden var dækket af eget artilleri, og at tropperne skulle grave sig ned og vente på det modangreb, som tyskerne forventedes at sætte ind. Modangrebet kunne så skydes i sænk af det massive opbud af allieret artilleri.
Angrebet den 20. september blev støttet af en rullende spærreild, som var næsten 1 km dyb, og bag den rykkede fire divisioner frem. Alle mål blev nået den 21. september. Tyskernes sidste modangreb blev stoppet den 25. september. På intet tidspunkt var tyskerne tæt på at trænge Plumers tropper tilbage, og de samlede allierede tab ved Menin blev på under 10.000 mand – efter vestfrontens målestok var det meget lette tab.
"Bid fast og hold fast" skabte en del panik hos den tyske generalstab, idet det nu stod klart, at englænderne nu var i stand til at trænge frem og erobre terræn, uden at man efterfølgende kunne generobre det, som det ellers havde været standarden indtil da.

### Slaget om Polygon-skoven. 26. september – 3. oktober
Dette slag fulgte skabelonen fra Menin, og alle mål blev nået den 27. september. Igen var tabene hos de allierede "lette".
Australske divisioner var spydspids.
Polygon-skoven var ikke en rigtig skov på dette tidspunkt, da alle træerne var væk som følge af kamphandlinger fra 1914-1917.

### Slaget om Broodseinde. 4. oktober
"Bid fast og hold fast" blev brugt igen, men samtidig med at englænderne angreb, angreb tyskerne også, og de blev fanget på vej frem af den engelske spærreild, hvilket gjorde, at tyskerne led store tab.
Britiske tab omkring 7.000.
Tyske tab 10.000 og 5.000 tilfangetagne.

### Slaget om Poelkapelle. 9. oktober
Dette angreb brød totalt sammen, bl.a. som følge af, at slagmarken på daværende tidspunkt var blevet forvandlet til et morads. Dette gjorde, at de engelske kanoner ikke kunne stå fast, når de skød, hvilket medførte, at der ikke var nogen form for præcision, og effekten af granaterne forsvandt også, da mange af dem forsvandt i mudderet uden at eksplodere.
Angrebet var en katastrofe for de allierede, og ingen af målene blev nået.

### Slaget om Passendale I. 12. oktober
Dette var en gentagelse af Poelkapelle, og yderligere regn havde om muligt gjort terrænet endnu værre, og især den new zealandske division(1) havde det hårdt; den mistede godt 25 % af sit mandskab.
Enkelte små enheder nåede udkanten af Passendale, men kunne ikke holde fast og trak sig tilbage.

### Slaget om Passendale II. 26. oktober – 10. november
Regnen var fortsat, og det var nu de canadiske divisioner(1), som overtog opgaven.
Det lykkedes til sidst for canadierne at indtage selve Passendale, men højdedragene bag byen blev aldrig indtaget.

## Kamporden

### Allierede enheder

#### Engelske divisioner
Guards Division, 1st, 3rd, 4th, 5th, 7th, 8th, 9th, 11th, 14th, 15th, 16th, 17th, 18th, 19th, 20th, 21st, 23rd,
24th, 25th, 29th, 30th, 33rd, 34th, 35th, 36th, 37th, 38th, 39th, 41st, 42nd, 47th, 48th, 49th, 50th, 51st, 55th,
56th, 57th, 58th, 59th, 61st, 63rd (Royal Naval), 66th..

#### ANZAC divisioner
1st, 2nd, 3rd, 4th, 5th Australske og den New Zealandske.

#### Canadiske divisioner
1st, 2nd, 3rd og 4th

De samlede tab er der en del uenighed om, men konservative tabstal løb op i:
| Nationalitet | Tabstal |
| ------------ | ------- |
| Tyskland     | 270.000 |
| ANZAC        | 45.000  |
| Canada       | 16.000  |
| England      | 240.000 |

Hvad angår de allierede tabstal er det værd at nævne, at 42.000 officielt er kategoriseret som savnede(2), svarende til over 13 % af de samlede tab. Dette var en meget høj procentdel – langt ud over normen.
(1)
En ting, som er værd at bemærke, er, at ved Passendale var det i stigende grad australske, newzealandske og canadiske enheder, som blev brugt som spydspids, når englænderne angreb. Disse enheder blev betragtet som eliteenheder med høj moral og bedre taktik end de fleste engelske enheder. Som følge af denne praksis, specielt efter Passendale, begyndte disse soldater og politikerne i deres hjemlande at stille spørgsmålstegn ved denne praksis, da man havde det indtryk, at englænderne ofrede "koloni"tropper for engelsk politik.
Særligt australierne og newzealænderne  følte, at eftersom at de var kommet moderlandet til undsætning, burde de rådspørges, inden deres tropper blev ofret for, hvad de så som ligegyldigt terræn i Belgien. Terræn, som ikke i deres øjne havde nogen betydning for krigens udfald, men blot tjente et propagandaformål.
Denne opfattelse fik følger i 2. verdenskrig, hvor New Zealand og Australien nægtede at sende enheder til deltagelse i Overlord, selv om der blev bedt om det, da de ikke ville miste endnu en generation i Belgien eller Frankrig.
I anerkendelse af det canadiske bidrag blev Canada i 1918 tilbudt at opstille en selvstændig arme, som kunne give dem stor indflydelse i det britiske imperiums generalstab, men af praktiske årsager takkede Canada nej. Men Canada underskrev selvstændigt våbenstilstanden og fredsaftalen som den eneste af Englands "dominions".
(2)
Tabstal inddeles i følgende kategorier:
Døde, sårede, savnede og fanger.
Døde, sårede og fanger giver sig selv, mens savnede kan dække over flere ting.
Savnede kan være folk, som er taget til fange, men hvor man ikke har fået besked fra fjenden herom via røde
kors endnu, desertører eller sårede, som er "blevet væk" i evakueringssystemet og først efter et stykke tid kan rettes til sårede. Dræbte, men hvis lig befinder sig et sted, hvor de ikke er fundet endnu – typisk på fjendtligt område. Og endelig folk, som er blevet dræbt på sådan en måde, at der ikke er noget lig, som kan findes. Derfor ser man tit: "savnet, formodes faldet".
De fleste af de savnede ved Passendale forsvandt simpelthen i det sumpede terræn, og den dag i dag finder man stadig lig fra slaget i området.